# Добрячин
Добрячин (укр. Добрячин) — село в Червоноградской городской общине Шептицкого района Львовской области Украины.
Население по переписи 2001 года составляло 924 человека. Занимает площадь 2,486 км². Почтовый индекс — 80053. Телефонный код — 3257.

## Известные уроженцы
- Левицкий, Дмитрий Павлович (1877—1942) — украинский политический и общественный деятель, юрист.